# Bossa Nova (альбом Рамсі Льюїса)
Bossa Nova — студійний альбом американського джазового піаніста Рамсі Льюїса, випущений у 1963 році лейблом Argo.

## Опис
Альбом Bossa Nova піаніст Рамсі Льюїс записав під час двох сесій 22 і 25 вересня 1962 року на студії Yamaha Studio в Сан-Франциско, Каліфорнія. За декілька місяців до успіху версії «The Girl from Ipanema» у виконанні Аструд Жілберту, яка стала міжнародним хітом і представила звучання босанова всьому світові, тріо Рамсі Льюїса записало один із своїх незвичних LP з використанням груву Ріо-де-Жанейро. Цей альбом записаний з невеликом складом бразильських музикантів, які додали автентичності; також з ними грають басист Елді Янг і ударник Айзек (Ред) Голт. На декількох композиціях Льюїс залучив співаків Кармен Косту і Йозефа Пауло.

## Список композицій
1. «Samba De Orpheus» (Антоніу Карлус Жобін, Луїс Бонфа) — 3:35
2. «Maha de Carnaval (The Morning of the Carnaval)» (Антоніу Карлус Жобін, Луїс Бонфа) — 4:41
3. «A Criancinhas (The Children)» (Елді Янг) — 2:37
4. «A Noite Do Meu Bem (The Night of My Love)» (Долорес Дюран) — 4:17
5. «O Pato (The Duck)» (Жауме Сілва, Неуса Тейшейра) — 2:37
6. «Generique (Happiness)» (народна) — 5:00
7. «Roda Moinho (Whirlpool)» (Вінс Гваральді) — 3:19
8. «Cara de Palhaco (The Face of the Clown)» (народна) — 2:22
9. «Canacao para Geralda (A Song for Geraldine)» (Рамсі Льюїс) — 6:17

## Учасники запису
- Рамсі Льюїс — фортепіано
- Елді Янг — контрабас
- Айзек (Ред) Голт — ударні
- Йозеф Пауло — гітара, пандейро
- Кармен Коста — кабаса, вокал (4)

Технічний персонал
- Ральф Басс — продюсер
- Рейс Гамель — інженер
- Ворделл Гейнор — обкладинка